# Haruna Miyake
Haruna Miyake (三宅 榛名, Miyake Haruna), née le 20 septembre 1942 à Tokyo, est une pianiste et compositrice japonaise, qui se fait également appeler Haruna Shibata. 

## Biographie
Née en 1942 à Tokyo, elle y étudie la musique et fait ses débuts de pianiste à l'âge de 14 ans en interprétant Mozart avec l'orchestre symphonique de Tokyo. Elle poursuit ses études à la Juilliard School de musique à New York et travaille par la suite comme pianiste et compositrice en tournée aux États-Unis. Elle collabore souvent avec le pianiste et compositeur Yūji Takahashi. Son Poem for String Orchestra est couronnée du prix Edward Benjamin

## Compositions
Miyake combine les idiomes japonais et occidentaux et utilise souvent des instruments traditionnels japonais dans ses compositions. 

### Œuvres pour orchestre
- 1966 Concerto pour piano et orchestre
- Shikyoku, poème pour quatuor à cordes
- Phantom of a Flower[3].

### Pour orchestre d'harmonie
- 1984 Playtime, pour piano, synthétiseur et orchestre d'harmonie

### Musique vocale

#### Chants
- 1967 Nihon no uta - Diez canciones populares Japonesas, pour voix et piano
  1. Hamabe no uta (Tamezō Narita)
  2. Kazoe-uta (warabe-uta)
  3. Tōryanse (warabe-uta)
  4. Akatonbo (Yamada Kōsaku)
  5. Sakura sakura (Nihon koyō)
  6. Nanatsu no ko (Motoori Nagayo)
  7. Itsuki no komori-uta (Kumamoto-ken minyō)
  8. Yūyake koyake (Kusakawa Shin)
  9. Kōjō no tsukie (Taki Rentarō)
  10. Edo no komori-uta (wanabe-uta)
- Why Not, My Baby?, pour soprano, piano et trompette

### Musique de chambre
- 1965 Quatuor, pour clarinette, violon, violoncelle et piano
- 1968 Musique pour flûte piccolo et guitare, pour 2 flûtes (piccolo) et à la guitare
- 1987 Toward the East, pour caisse claire, yun luo et piano
- 1989 Air music, pour piano, synthétiseur et contrebasse
- 1991 Inner paradise VI, pour shamisen, koto, voix et bande magnétique
- Fantasy for "Milky Way Railroad", pour sextuor à vent et guitare
- Six voices in June,pour sextuor à vent
- Three fantasies, pour flûte traversière et piano
- Yume-Nitemo, pour shinobue et piano

### Pièces pour piano
- 1961 Fugue and Canzona
- 1964 Sonate
- 1964 Sonate no 3
- 1980 Poem harmonica
- 1981 Variations on themes of Japanese songs
- 1982 43° North...a tango
- 1983 Variations sur "Fröhlicher Landmann"
- 1984 Bird Shadows
- 1987 Psalm on the anti world, pour 2 pianos
- Cheer song for mr. napoleon, pour 2 pianos
- Concertino, pour 2 pianos
- Es war einmal ein Igel, pour 2 pianos
- Letters of palestinian children to god, pour 2 pianos
- The time of meloncholy

### Œuvre pour guitare
- 1969 Sonnet

### Œuvre pour harmonica
- Green box

### Œuvre pour instrumentes japonais traditionnels
- Shingen kyoku, pour koto, shamisen et flûte traversière

## Source de la traduction
- (en) Cet article est partiellement ou en totalité issu de l’article de Wikipédia en anglais intitulé « Haruna Miyake » (voir la liste des auteurs).